# Mario González (urugwajski bokser)
Mario González (ur. 8 września 1901) – urugwajski bokser.
Uczestniczył w Letnich Igrzyskach Olimpijskich w 1924 roku, gdzie w pierwszej walce w kategorii koguciej przegrał z Oscarem Andrénem ze Szwecji.